# Sabicea thyrsiflora
Sabicea thyrsiflora là một loài thực vật có hoa trong họ Thiến thảo. Loài này được L.Andersson miêu tả khoa học đầu tiên năm 1999.